# 河合曾良
河合 曾良（かわい そら　慶安2年（1649年） - 宝永7年5月22日（1710年6月18日））は、江戸時代中期の俳人。本名は岩波庄右衛門正字、通称は河合惣五郎。松尾芭蕉の『奥の細道』における奥州・北陸の旅に同行した弟子。蕉門十哲の一人とされる場合もある。

## 経歴
信濃国高島城下の下桑原村（現長野県諏訪市）の高野七兵衛の長男として生まれる。幼名は与左衛門。その後、両親が亡くなったため伯母の養子となり、岩波庄右衛門正字と名乗る。12歳の時、養父母が亡くなったため伊勢国長島の住職・深泉良成の元に引き取られる。
寛文8年（1668年）頃より長島藩主松平康尚に仕え、河合惣五郎を名乗る。延宝4年（1676年）に「袂から春は出たり松葉銭」の句を詠んでおり、この時点で俳諧を嗜んでいた。天和元年（1681年）頃に致仕して江戸に下り、吉川惟足に吉川神道を学ぶ。貞享年間に松尾芭蕉に入門し、同4年（1687年）の『鹿島紀行』、元禄2年（1689年）からの『奥の細道』の旅に随行し、『曾良旅日記』（天理大学附属天理図書館所蔵、重要文化財）を残した。
将軍徳川家宣の命により、宝永6年（1709年）に幕府の巡見使随員となり九州を廻るが、翌年、壱岐国可須村風本（現長崎県壱岐市勝本浦）で巡見の途上に病没した。享年62。戒名は賢翁宗臣居士。墓所は壱岐島の能満寺。元文5年（1740年）、没後30年を経て故郷・諏訪の正願寺にも墓標が建てられた。
平成6年（1994年）5月24日に旧勝本町と諏訪市が河合曾良の終焉の地と生誕の地としての縁で友好都市提携を結び、旧勝本町が旧壱岐郡3町と合併（平成の大合併）後も壱岐市に受け継がれた。

## 人物像
温厚篤実な人物で、芭蕉によく尽くした。神道家としての学識も深かった。一方で蕉門の俳人としては才能に恵まれず、現存する発句は130句程度で観念的な詠みぶりが目立つ。

## 関連書籍
- 『芭蕉奥の細道　付曾良旅日記、奥細道菅菰抄』　萩原恭男校注、岩波文庫
- 『おくのほそ道―現代語訳　曾良随行日記付』　尾形仂訳・校注、角川ソフィア文庫
- 桜井武次郎『奥の細道行脚　「曾良日記」を読む』　岩波書店、200